# Sakura no Ki ni Narō
Sakura no Ki ni Narō (桜の木になろう) é o 20º single do AKB48 e tema de abertura do JDrama "Sakura Kara no Tegami". Foi lançado em fevereiro de 2011, é a faixa #16 (Disco 1) e o primeiro single do álbum 1830m.

## Sobre a Música
A música é a 4ª do tema Sakura/Graduação, sendo essa uma balada lenta que é o tema principal da série "Sakura Kara no Tegami" protagonizada pelo grupo. O clipe é dirigido por Hirokazu Koreeda, que dirigiu 4 anos mais tarde a MV de "Green Flash".